# Dirk Dittrich
Dirk Dittrich (* 29. Januar 1986) ist ein ehemaliger deutscher Fußballspieler. Der Innenverteidiger spielte im Laufe seiner Karriere in den Vereinigten Staaten und Deutschland.

## Werdegang
In der Jugend spielte Dittrich für den SSV Reutlingen und die Stuttgarter Kickers. Im Sommer 2005 wurde der Innenverteidiger in die Zweite Mannschaft der Kickers übernommen. Von 2007 bis 2008 studierte er an der Virginia Commonwealth University in den USA und spielte für das Future-Team der Richmond Kickers. 
Nach seiner Rückkehr nach Deutschland im Januar 2009 unterschrieb Dittrich einen Profivertrag bei den Stuttgarter Kickers und erhielt die Rückennummer „23“. Bis zum Saisonende blieb er ohne Spieleinsatz in der 3. Liga und konnte somit den Abstieg des Traditionsvereins in die viertklassige Regionalliga Süd nicht verhindern. Nach dem Abstieg ohne gültigen Vertrag, wechselte er zum von Günter Hermann trainierten VSK Osterholz-Scharmbeck in die fünftklassige Oberliga Niedersachsen. Dort beendete er im Jahr 2010 seine Karriere.